# Борман, Иоганна
Иоганна Борман (нем. Johanna Bormann; 10 сентября 1893, Биркенфельд, Восточная Пруссия, Германия, — 13 декабря 1945, Хамельн, британская зона оккупации Германии) — надзирательница нескольких концентрационных лагерей нацистской Германии в период Второй мировой войны. Была приговорена к смертной казни на Бельзенском процессе и повешена.
Во время суда Борман утверждала, что она присоединилась к свите СС в 1938 году, «чтобы заработать больше денег». Первым местом её службы являлся концентрационный лагерь Лихтенбург, где она служила вместе со старшей надзирательницей Гердой «Джейн» Бернигау и ещё 49 другими женщинами из отрядов СС. В 1939 году её назначили курировать работу персонала в новом концлагере для женщин Равенсбрюк, расположенном недалеко от Берлина. В марте 1942 года Иоганна оказалась в числе тех немногих женщин, которых отобрали в качестве охранниц в концентрационный лагерь Освенцим, находящийся в Польше. Будучи женщиной невысокого роста, Борман отличалась своей жестокостью. Жертвы называли её «Ласка» (нем. Wiesel) и «Женщина с собаками». В октябре 1942 года Борман повысили до надзирательницы. Её руководителями являлись такие личности, как Мария Мандель, Марго Дрексель и Ирма Грезе. В конечном счете Иоганна была переведена в Буды, соседний вспомогательный лагерь, где продолжала злоупотреблять своей властью над заключенными.
В 1944 году, когда потери вермахта в войне сильно возросли, Борман перевели во вспомогательный лагерь в Гинденбурге. В январе 1945 года она возвращается в Равенсбрюк. В марте Борман прибыла в концентрационный лагерь Берген-Бельзен, расположенный около Целле, который стал её последним местом службы. В Берген-Бельзене Иоганна служила вместе с Йозефом Крамером, Ирмой Грезе и Элизабет Фолькенрат, знакомыми ей еще по Освенциму. В апреле 1945 года британские войска освободили Берген-Бельзен. В лагере было найдено свыше 10000 трупов и 60000 выживших. Освободители приказали всему персоналу лагеря из отрядов СС захоронить трупы.
Борман была арестована и допрошена следственными органами британской армии. Осенью 1945 года её судили на Бельзенском процессе, первом групповом деле администрации и персонала нацистского концлагеря после капитуляции Рейха, который длился с 17 сентября по 17 ноября 1945 года. Суд выслушал показания, относившиеся к убийствам, совершенным Иоганной в Освенциме и Берген-Бельзене — иногда она натравливала своего «большого злого волкодава», немецкую овчарку, на беззащитных заключенных.
Иоганна Борман была признана виновной, приговорена к смертной казни и повешена вместе с Ирмой Грезе и Элизабет Фолькенрат в тюрьме города Хамельн 13 декабря 1945 года в 10.38 утра.
Альберт Пирпойнт, которого назначили её палачом, позже писал:
«Она хромала, когда шла по коридору, и выглядела старой и изможденной. В свои 42 года её рост был немногим более пяти футов (немногим более 1,52 метра). Пока её рост измеряли, она дрожала. По-немецки она сказала: „У меня тоже есть чувства“».
Кладбище Вель Гамельнской тюрьмы, где было захоронены осуждённые, было ликвидировано вместе с самим зданием тюрьмы в середине 1980-х годов.